# Smith & Thell
Smith & Thell är en svensk popduo bestående av Maria Jane Smith och Victor Thell. 

## Om Smith & Thell
Deras debutsingel, "Kill It with Love", som släpptes i maj 2012, hamnade snart efter utgivningen på 1:a plats på listan över Itunes Electronic-försäljning och låg på top 40 på svenska danslistan (Swedish Dance Chart) länge med en placering på #14 som högst. Singeln är dessutom med på samlingsalbumet Absolute Dance Winter från 2013. 
Under 2012 hade Smith & Thell spelningar runt om i Sverige och var också förband åt Rebecca & Fiona samt spelade på Pridefestivalen i Stockholm.
November 2014 släppte Smith & Thell singeln "Hippie Van", som till skillnad från tidigare låtar är en organisk poplåt med folk-influenser. Duon uttryckte i sitt pressmeddelande inför releasen att de hade funnit tillbaka till sina rötter och den akustiskt baserade musiken som en gång hade sammanfört dem. 
2015 släppte de låten "Statue", som de också framförde i SVT:s Moraeus med mera samma år. Samma år vann duon priset Denniz Pop awards 'Rookie artist of the year' med bland annat Max Martin i juryn. Våren 2016 vinner duon Musexpo i Los Angeles i kategorin 'New emerging international artist'. Sommaren 2016 gör duon debut på Allsång på Skansen och Lotta på Liseberg. Hösten 2016 tillbringar duon med att färdigställa sitt debutalbum samtidigt som den inflytelserika Amerikanska musikkritikern Bob Lefsetz placerar 'Statue' på plats 16 på sin lista över 2016 års bästa låtar med motiveringen 'It's an instant classic, you'll get this one immediately'. 2017 släpptes duons debutalbum 'Soulprints' innehållande 11 låtar och en dikt. 
2018 släppte duon låten "Forgive me Friend" tillsammans med stepduon Swedish Jam Factory. Musikvideon regisserade och producerades av Kentsdottir Production. "Forgive me Friend" premiär-framfördes i TV på Sommarkrysset i TV4 15 augusti 2018. De vann priset "Årets kompositör" på Grammisgalan 2020.
Under 2019 och 2022 hade Smith & Thell stora framgångar på listorna i Sverige. Bland annat låg låtarna "Hotel Walls" och "Goliath" länge på Svensktoppen, i 24 respektive 29 veckor. Båda låtarna toppade listan.
Duon gjorde 2022 en cover på Whitney Houstons "I Wanna Dance with Somebody (Who Loves Me)".
I augusti 2024 berättade duon i en intervju i Nyhetsmorgon att de bestämt sig för att ta en paus.

## Diskografi

### Singlar
- 2014 – Hippie Van
- 2015 – Statue[13]
- 2016 – Row
- 2017 – February
- 2017 – Toast
- 2018 – DUMB
- 2018 – Forgive Me Friend
- 2019 – Hotel Walls
- 2020 – Goliath.
- 2020 – Year of the Young
- 2021 – Radioactive Rain
- 2021 – Nangilima
- 2021 – Pixie's Parasol
- 2022 – Planet Mars
- 2022 – I Wanna Dance with Somebody
- 2022 – I Feel It in the Wind

### Album
- 2017 – Soulprints
- 2021 – Pixie's Parasol